# Пензенская губерния
Пензенская губерния — административно-территориальная единица Российской империи, РСФСР и СССР, существовавшая в 1780—1797 и 1801—1928 годах. Губернский город — Пенза.
Образована указом имп. Екатерины II от 15 (26) сентября 1780 года как Пензенское наместничество.

## География
Губерния занимала площадь 34 129,1 вёрст² (38 840 км²). Граничила на западе — с Тамбовской, на юге — с Саратовской, на востоке — с Симбирской, на севере — с Нижегородской. В 1926 году площадь губернии составляла 46 266 км².
Поверхность губернии довольно волниста от пологих холмов и иногда глубоких речных долин. Эти долины наводняются весной реками. Самые высокие местности губернии находились в южной её части, в уездах Чембарском, Нижне-Ломовском, Пензенском и Городищенском. Отсюда поверхность губернии слегка и постепенно склонялась к северо-западу. Восточная часть Краснослободского и северо-западная часть Инсарского уезда составляли самую низменную и ровную часть губернии. Наибольшее число речек, ручьёв и оврагов в губернии было на территории Инсарского уезда, отчего он считался самым живописным. В Городищенском уезде особенно гориста его северо-восточная часть. В 1860 году в некоторых пунктах губернии были произведены измерения. Абсолютная высота, 874 фута, зафиксирована в деревне Вырубове, на границе с Саратовской губернией.
В геологическом отношении губерния была мало исследована, исследователь Мурчисон причислял всю площадь губернии к третичной (эоценовой) формации, исключая узкую полосу на севере: Саранского, Инсарского и Краснослободского уездов, которую причислил к меловой. По исследованию Пахта, в пределах губернии распространены осадочные породы меловой и третичной формации, а в самой северной части Краснослободского уезда небольшое пространство занято формацией юрской. Третичная формация распространена исключительно в Городищенском уезде по правой стороне реки Суры. Меловая формация распространена по всей губернии. Она состоит из пластов песка и песчаников, и только местами является меловой мергель или рухляк, как, например, у подошвы возвышения, на котором стоит Пенза. Синевато-серые пласты тянутся через Городищенский уезд и Симбирскую губернию до самой Волги.
В Чембарском уезде от самого Чембара и по правому берегу речки Чембара через речку Шавтель и до деревни Малеевки был расположен зелёный песчаник меловой формации. Белый мел находился в Городищенском уезде около деревни Никитинки, у села Маиса и на правом берегу Пензы близ села Завалуйки. В окрестностях деревни Никитинки крутой правый берег реки Суры состоит из кремнистой глины и глинистого песчаника и наверху его кремнистый песчаник (дикарь).
Тот же песчаник и кремнистая глина распространены по левому берегу реки Суры в Саранском уезде и по правым притокам реки Суры — Инзе и Айве с их притоками в Городищенском уезде. В пластах песчаника заключаются куски окаменелого дерева, значительной величины.
Пласты верхнемеловой системы сложены из белых, желтоватых и голубовато-серых мергелей, которые выступают в береговых обрывах рек и речек в бассейнах реки Суры и Медведицы. В бассейнах рек Суры, Медведицы и Хопра развиты также третичные отложения (И. Ф. Синцов, «Отчёт о геологич. исследованиях, произведённых в 1886 г. в губерниях Саратовской и Пензенской»).
В восточной части губернии к постплиоцену относятся: 1) лёсс и 2) эрратические валуны. Лёсс покрывает сплошь исследованный район (см. также Пензенский уезд) и почти повсеместно переходит в чернозем. Хуже почва в области распространения нижнемеловой и оксфордской глины. Эрратические валуны — в Пензенском уезде.
В 1888 и 1889 гг. К. А. Космовский нашёл, что господствующими породами в Чембарском уезде, в зап. Пензенском и в Нижнеломовском уезде являются кремнистые глины. Во многих местах этой части области сильно развиты отложения лёсса. Моренных отложений нет, но попадаются отдельные большие валуны. В западной части Мокшанского и в большей части Наровчатского уезда кремнистые глины уступают место пескам и песчаникам. В Краснослободском уезде, в юго-восточной части, дилювиальные пески залегают на чёрных глинах, и тут много непроходимых топей. В северной части на верхнем горном известняке залегают слоистые пески. В юго-западной части встречаются мощные залежи коренных слоистых песков с прослойками (от 10 см до 1 м) железистого песчаника. Пески эти прикрыты в большинстве случаев желтовато-красной глиной внизу, наверху лежит чернозём. Из полезных минералов в губернии встречаются горшечная глина, известняк, алебастр, мел, охра, квасцы, песчаник, торф. Железные руды преимущественно в Краснослободском и Инсарском уездах, но их добывается немного.

## История
15 сентября 1780 года в результате реформы Екатерины II было образовано Пензенское наместничество, в которое вошли территории бывшей Пензенской провинции Казанской губернии, а также части Шацкой и Тамбовской провинций Воронежской губернии.
12 декабря 1796 года Пензенское наместничество было преобразовано в Пензенскую губернию, в неё вошла также часть ликвидированного Саратовского наместничества.
Указом от 5 марта 1797 года Пензенская губерния была переименована в Саратовскую губернию и губернским городом назначен Саратов.
Указом от 11 октября 1797 года из Саратовской губернии были выделены уезды в состав Тамбовской, Нижегородской и Симбирской губерний.
Из 10 уездов Саратовской губернии 9 сентября 1801 года была восстановлена Пензенская губерния.
Пензенская губерния была в числе 17 регионов, признанных серьёзно пострадавшими, во время голода 1891—1892 годов.
14 мая 1928 года Постановлением ВЦИК и Совнаркома РСФСР Пензенская губерния была ликвидирована, её территория вошла в состав Средне-Волжской области.

## Административное деление
В 1780 году при образовании Пензенского наместничества, оно было разделено на 13 уездов: Верхнеломовский, Городищенский, Инсарский, Керенский, Краснослободский, Мокшанский, Наровчатский, Нижнеломовский, Пензенский, Саранский, Троицкий, Чембарский, Шишкеевский.
Карта деления Пензенского наместничества на уезды в XVIII в.
31 декабря 1796 года Пензенская губерния была разделена на 10 уездов (включая часть упразднённой Саратовской губернии).
5 марта 1797 года Пензенская губерния переименовывается в Саратовскую.
11 октября 1797 года бывшую Пензенскую губернию предписано было разделить между соседними губерниями.
С 1797 по 1801 год Пензенская губерния была упразднена.
9 сентября 1801 года Пензенская губерния восстановлена в границах до 11 октября 1797 года.
После восстановления Пензенской губернии в 1801 году в её состав вошло 10 уездов и данное деление сохранялось до 1918 года:
| №  | Уезд             | Уездный город               | Герб уездного города | Площадь, кв. вёрст | Население (1897), чел. |
| -- | ---------------- | --------------------------- | -------------------- | ------------------ | ---------------------- |
| 1  | Городищенский    | Городище (3 965 чел.)       |                      | 6 046,7            | 172 602                |
| 2  | Инсарский        | Инсар (4 244 чел.)          |                      | 3 983,2            | 178 233                |
| 3  | Керенский        | Керенск (4 004 чел.)        |                      | 2 376,5            | 106 091                |
| 4  | Краснослободский | Краснослободск (7 381 чел.) |                      | 3 640,4            | 174 396                |
| 5  | Мокшанский       | Мокшан (10 044 чел.)        |                      | 2 752,9            | 109 052                |
| 6  | Наровчатский     | Наровчат (4 710 чел.)       |                      | 2 295,0            | 118 212                |
| 7  | Нижнеломовский   | Нижний Ломов (9 996 чел.)   |                      | 3 174,9            | 153 395                |
| 8  | Пензенский       | Пенза (59 981 чел.)         |                      | 2 934,5            | 161 983                |
| 9  | Саранский        | Саранск (14 584 чел.)       |                      | 2 947,7            | 143 130                |
| 10 | Чембарский       | Чембар (5 345 чел.)         |                      | 3 977,3            | 153 380                |

### Заштатные города
| № | Город             | Население (1897) | Входит в              | Герб |
| - | ----------------- | ---------------- | --------------------- | ---- |
| 1 | Верхний Ломов     | 5952 чел.        | Нижнеломовский уезд   |      |
| 2 | Троицк-Пензенский | 5822 чел.        | Краснослободский уезд |      |
| 3 | Шишкеев           | 3810 чел.        | Инсарский уезд        |      |

В 1918 году образован Рузаевский уезд, в 1923 году из Тамбовской губернии присоединены Спасский и большая часть Темниковского уездов.
В марте 1925 году упразднены Инсарский, Керенский, Мокшанский, Наровчатский, Саранский и Темниковский уезды. В мае Рузаевский уезд переименован в Саранский, в сентябре восстановлен Рузаевский уезд, а Спасский уезд переименован в Беднодемьяновский.
Таким образом в 1926 году в состав губернии входило 8 уездов:
| № | Уезд              | Центр              | Площадь, км² | Население (1926), чел. |
| - | ----------------- | ------------------ | ------------ | ---------------------- |
| 1 | Беднодемьяновский | г. Беднодемьяновск | 8 546        | 417 161                |
| 2 | Городищенский     | г. Городище        | 5 321        | 174 628                |
| 3 | Краснослободский  | г. Краснослободск  | 6 430        | 295 055                |
| 4 | Нижнеломовский    | г. Нижний Ломов    | 4 155        | 197 094                |
| 5 | Пензенский        | г. Пенза           | 7 534        | 407 337                |
| 6 | Рузаевский        | г. Рузаевка        | 4 850        | 227 634                |
| 7 | Саранский         | г. Саранск         | 4 544        | 251 287                |
| 8 | Чембарский        | г. Чембар          | 4 886        | 238 584                |

На момент 1919 года в Пензенский уезд входило 30 волостей:
1) Бессоновская волость (Безсоновская)
- с. Бессоновка

- с. Степное Палеологово

- с. Бардинка

- д. Орловка-Зубыревка

- д. Щукино

- д. Вителевка

- д. Ухтинка

2) Бекетовская волость
- с. Бекетовка

- д. Александровка

- д. Надеждинка
- д. Соколинка
- д. Петровка
- д. Жукова Поляна
- д. Синяевка

3) Борисовская волость 
- с. Борисовка
- с. Симбухово
- с. Левино
- д. Золоторевка
- д. Поляновка
- д. Понкратовка

4) Белокаменная волость 
- с. Белокаменка
- д. Сабуровка
- д. Салтыки

5) Валяевская волость 
- с. Валяевка
- д. Ольшанка
- д. Александровка
- д. Ламзайка
- д. Ключи
- с. Воскресеновское
- д. Лебедевка
- д. Ивановка
- с. Засечное
- д. Куриловка
- д. Камайка
- д. Анновка
- с. Альферьевка
- п. Капустинский

6) Грабовская волость 
- с. Грабово

7) Дертебская волость 
- с. Дертево

8) Дурасовская волость 
- с. Дурасовка

9) Еланская волость 
- с. Елань

10) Казан-Арчадинская волость 
- с. Казан-Арчада

11) Конная волость 
- Конная слобода и хутор Арбеково

12) Константиновская волость 
- с. Константиновка

13) Краснопольская волость 
- с. Краснополье

14) Крутцовская волость 
- с. Крутец

15) Кучук-Архангельская волость 
- с. Кучки

16) Липяговская 
- с. Липяги

17) Мало-Рамзайская волость 
- с. Малая Рамзайка

18) Каменская волость 
- с. Каменка

19) Оленевская волость 
- с. Оленевка

20) Покр. Арчадинская волость 
- с. Покр-Арчада

21) Рамзайская волость 
- с. Рамзай

22) Студенецкая волость 
- с. Студенец

23) Саловская волость 
- с. Саловки

24) Терновская волость 
- с. Терновка

25) Телегинская волость 
- с. Телегино

26) Черноцовская волость 
- с. Чернцовка

27) Чертковская 
- с. Чертово

28) Чистозерская волость 
- д. Михайловка

29) Федоровская волость 
- с. Федоровка

30) Загоскинская волость 
- с. Загоскино

14 мая 1928 года Пензенская губерния и все её уезды были упразднены, а их территория вошла в Средневолжскую область.

## Население
К 1849 году население губернии составляло 988 022 (468 520 мужчин и 499 502 женщин)
По переписи 1897 года население губернии составило 1 470 474 (720 912 мужчин и 763 036 женщин). В 1896 г. православных числилось 1 387 726, раскольников 22 362, католиков 1025, протестантов 410, евреев 619, магометан 68 131, прочих исповеданий 392. Дворян было 9682 чел., духовного звания — 10 918, почетных граждан и купцов — 8033, мещан — 65 472, военных сословий — 84 684, крестьян — 1 301 425, прочих сословий — 451. В 1865 г. в губернии числилось 1 199 272 жителя. Раскол распространён главным образом в Чембарском (село Поим) и Нижнеломовском уездах. В селе Андреевке Чембарского уезда жили до 800 молокан. В 1892 г. всех дворов в волостях было 210 290, из них крестьянских — 206 029. Средний состав двора был 6,3 душ. Средний (за 5 лет) прирост населения — 25 022 человека в год или 1,7 %. К 1 января 1892 г. не выше нормы земли (1,9 дес.) имели 278 884 душ. Высший надел (от 2,75 до 4,6 дес.) имели 294 261 душ. Из уездов самыми населёнными были Наровчатский (59,5 жителей на кв. версту), Нижнеломовский (56,3 чел.) и Пензенский (54 чел.); меньше всего населен был Городищенский уезд (29,9 чел.). По всей губернии на 1 кв. версту приходилось 46,9 душ.
По итогам всесоюзной переписи населения 1926 года население губернии составило 2 208 780 человек, из них городское — 205 201 человек.

### Национальный состав
В Пензенской губернии издревле жили мордва, мурома, мещеры и буртасы. Древнейшие поселения: Мурунза на месте нынешнего города Мокшана (по другой версии, на месте Темникова республики Мордовия), Мещерское на реке Хопре и Буртас в Керенском уезде. Наровчат известен с XIII века, как город Нуриджан (Мохши). С целью защиты от набегов татар и др., Иоанн Грозный устроил здесь сторожевые городища с крепостями, построены Краснослободск, Троицкий острог. В период с 1636 по 1654 год построены Керенск, Нижний Ломов, Верхний Ломов, Шешкеев, Саранск, Атемар, Инсар, Пенза, Мокшан, и т. д. (так называемая Симбирская укрепленная линия). Позже крепости были соединены между собой искусственными валами : один из них шёл от Пензы на Рамзай, Мокшан, Ломов и Керенск, другой от пригорода Атемара на Саранск и Шешкеев.
Буртасы и мурома ассимилировались с соседними народами, особенно с русскими. Мещеряки в числе 33 тысяч жили в 14 селениях, из которых 10 — в юго-западной части Керенского уезда.
В начале XX века мордва (около 187,5 тыс. чел.) жила в основном в 200 селах и деревнях Краснослободского, Инсарского, Наровчатского, Саранского и особенно Городищенского уездов; несколько мордовских селений было в Чембарском и Нижнеломовском уездах.
Более 68 тысяч татар жило в 89 деревнях, из которых 66 — в Краснослободском, Инсарском и Саранском уездах, остальные — в северной части Чембарского и Керенского уездов. В Городищенском и Нижнеломовском уездах было по две татарские деревни, в Мокшанском уезде — одна, в остальных уездах татарских селений не было. У татар было более 100 мечетей и 80 школ. В начале XX века они охотно учились и русскому языку. Богатые татары занимались торговлей, бедные — хлебопашеством и бурлачеством. Часть татар уходила на отхожие промыслы в другие губернии.
Национальный состав в 1897 году:
| Уезд             | русские | мордва | татары |
| ---------------- | ------- | ------ | ------ |
| Губерния в целом | 83,0 %  | 12,8 % | 4,0 %  |
| Городищенский    | 71,8 %  | 26,4 % | 1,6 %  |
| Инсарский        | 69,3 %  | 23,3 % | 7,3 %  |
| Керенский        | 95,2 %  | …      | 4,6 %  |
| Краснослободский | 66,9 %  | 24,7 % | 8,2 %  |
| Мокшанский       | 98,1 %  | …      | 1,6 %  |
| Наровчатский     | 86,3 %  | 13,6 % | …      |
| Нижнеломовский   | 96,9 %  | 2,3 %  | …      |
| Пензенский       | 98,3 %  | …      | …      |
| Саранский        | 74,1 %  | 17,9 % | 7,9 %  |
| Чембарский       | 86,1 %  | 7,8 %  | 5,8 %  |

### Дворянские роды
- Анненковы
- Араповы
- Бахметьевы
- Бекетовы
- Владыкины
- Горсткины
- Дубенские
- Жедринские
- Загоскины
- Каблуковы
- Калантаевы
- Карауловы
- Кашкаровы
- Колокольцовы
- Кугушевы
- Мартыновы
- Мерлины
- Неклюдовы
- Нессельроде
- Оболенские
- Обуховы
- Панчулидзевы
- Сабуровы
- Сазоновы
- Саловы
- Селивановы
- Столыпины
- Суворовы
- Тихменевы
- Юматовы
- Ягодинские

## Руководство губернии

### Генерал-губернаторы
| Ф. И. О.                    | Титул, чин, звание     | Время замещения должности |
| --------------------------- | ---------------------- | ------------------------- |
| Воронцов Роман Илларионович | граф, генерал-аншеф    | 31.12.1780—1781           |
| Мещерский Платон Степанович | князь, генерал-аншеф   | 1782—1783                 |
| Ребиндер Иван Михайлович    | генерал-поручик        | 1783—01.03.1792           |
| Каховский Михаил Васильевич | граф, генерал-аншеф    | 1792—1796                 |
| Вяземский Андрей Иванович   | князь, генерал-поручик | 1796—1797                 |

### Правители наместничества
| Ф. И. О.                  | Титул, чин, звание               | Время замещения должности |
| ------------------------- | -------------------------------- | ------------------------- |
| Ступишин Иван Алексеевич  | генерал-поручик                  | 21.04.1780—13.03.1796     |
| Гедеонов Михаил Яковлевич | действительный статский советник | 13.03.1796—12.12.1796     |

### Губернаторы
| Ф. И. О.                            | Титул, чин, звание                                                                                    | Время замещения должности |
| ----------------------------------- | --- | ------------------------- |
| Гедеонов Михаил Яковлевич           | действительный статский советник                                                                      | 12.12.1796—15.03.1797     |
|                                     | 5 марта 1797 года Пензенская губерния была упразднена. Восстановлена 9 сентября 1801 года.            |                           |
| Вигель Филипп Лаврентьевич          | тайный советник                                                                                       | 05.09.1801—30.03.1809     |
| Крыжановский Александр Фёдорович    | действительный статский советник                                                                      | 06.04.1809—18.02.1811     |
| Голицын Григорий Сергеевич          | князь, тайный советник                                                                                | 18.02.1811—14.06.1816     |
| Сперанский Михаил Михайлович        | тайный советник                                                                                       | 30.08.1816—22.03.1819     |
| Лубяновский Фёдор Петрович          | действительный статский советник (тайный советник)                                                    | 22.03.1819—12.02.1831     |
| Панчулидзев Александр Алексеевич    | статский советник (тайный советник)                                                                   | 12.02.1831—14.08.1859     |
| Толстой Егор Петрович               | граф, Свита Его Величества, генерал-майор (генерал-лейтенант)                                         | 31.08.1859—06.08.1861     |
| Купреянов Яков Александрович        | действительный статский советник, и. д. (утверждён 16.11.1862), (тайный советник)                     | 06.08.1861—28.12.1862     |
| Александровский Василий Павлович    | действительный статский советник, и. д. (утверждён 21.06.1863), (тайный советник)                     | 28.12.1862—03.07.1867     |
| Селиверстов Николай Дмитриевич      | генерал-майор                                                                                         | 03.07.1867—15.03.1872     |
| Татищев Александр Александрович     | тайный советник                                                                                       | 05.05.1872—01.01.1887     |
| Волков Аполлон Николаевич           | тайный советник                                                                                       | 05.02.1887—21.12.1889     |
| Горяйнов Алексей Алексеевич         | генерал-майор                                                                                         | 02.01.1890—08.06.1895     |
| Святополк-Мирский Пётр Дмитриевич   | князь, генерал-майор                                                                                  | 11.06.1895—30.12.1897     |
| Адлерберг Александр Васильевич      | граф, в звании камергера, статский советник (действительный статский советник) (утверждён 10.05.1899) | 03.01.1898—13.06.1903     |
| Хвостов Сергей Алексеевич           | действительный статский советник                                                                      | 04.07.1903—01.06.1906     |
| Александровский Сергей Васильевич   | генерал-майор                                                                                         | 01.06.1906—25.01.1907     |
| Кошко Иван Францевич                | действительный статский советник                                                                      | 10.02.1907—10.10.1910     |
| Лилиенфельд-Тоаль Анатолий Павлович | действительный статский советник                                                                      | 02.11.1910—29.11.1914     |
| Евреинов Александр Александрович    | действительный статский советник                                                                      | 29.11.1914—29.04.1917     |

### Губернские комиссары Временного правительства
Кугушев Леонид Николаевич, март 1917—май 1917
Фёдорович Флориан Флорианович, май 1917—ноябрь 1917

### Председатель губернского совета
Степанов Нестор Степанович, март 1917—декабрь 1917

### Председатель Совета рабочих, солдатских и крестьянских депутатов
Кураев, Василий Владимирович, декабрь 1917—январь 1918

### Председатель Совета Губернских комиссаров
Кураев, Василий Владимирович, январь 1918—июль 1918

### Председатели Пензенскогогубисполкома
Минкин Александр Еремеевич, июль 1918—август 1918
Турло Станислав Степанович, август 1918—октябрь 1918
Волков Василий Леонтьевич, октябрь 1918—январь 1919
Фридрихсон Лев Христианович, январь 1919—март 1921
Шведов Болеслав Стефанович, апрель 1921—май 1921
Фабричнов Яков Иванович, июнь 1921
Шведов Болеслав Стефановия, июль 1921—декабрь 1921
Вейцер Израиль Яковлевич, декабрь 1921—январь 1922
Филатов Николай Алексеевич, январь 1922—октябрь 1922
Шнейдер Арон Давидович, ноябрь 1922—декабрь 1923
Лютин Афанасий Власьевич, январь 1924—май 1926
Полбицин, Георгий Трофимович, май 1926—август 1928

### Губернские предводители дворянства
| Ф. И. О.                         | Титул, чин, звание                          | Время замещения должности |
| -------------------------------- | ------------------------------------------- | ------------------------- |
| Салтыков Александр Васильевич    | бригадир                                    | 1780—1784                 |
| Чемесов Ефим Петрович            | надворный советник                          | 1784—1787                 |
| Столыпин Алексей Емельянович     | поручик                                     | 1787—1790                 |
| Салтыков Александр Васильевич    | бригадир                                    | 1790—1793                 |
| Машков Александр Васильевич      | артиллерии капитан                          | 1793—1796                 |
| Огарев Богдан Ильич              | надворный советник                          | 1796—1797                 |
| Чемесов Ефим Петрович            | надворный советник                          | 1801—1805                 |
| Потулов Александр Никитич        | статский советник                           | 1805—1811                 |
| Колокольцов Дмитрий Аполлонович  | статский советник                           | 1811—1816                 |
| Столыпин Григорий Данилович      | кригсцалмейстер                             | 1816—1822                 |
| Кишенский Николай Фёдорович      | генерал-майор                               | 1822—1834                 |
| Никифоров Фёдор Иванович         | коллежский асессор                          | 1834—1847                 |
| Дубенский Порфирий Николаевич    | гвардии полковник, и. д. (утверждён в 1849) | 1847—1852                 |
| Олсуфьев Дмитрий Сергеевич       | гвардии полковник                           | 1852—1855                 |
| Арапов Александр Николаевич      | генерал-лейтенант                           | 1855—1873                 |
| Голицын-Головкин Евгений Юрьевич | князь, флота лейтенант                      | 1873—1876                 |
| Охотников Владимир Николаевич    | коллежский регистратор                      | 1876—1877                 |
| Гевлич Дмитрий Ксенофонтович     | надворный советник, и. д.                   | 06.05.1877—29.12.1879     |
| Охотников Владимир Николаевич    | статский советник                           | 29.12.1879—01.01.1882     |
| Оболенский Александр Дмитриевич  | князь, статский советник                    | 20.01.1882—18.12.1887     |
| Гевлич Дмитрий Ксенофонтович     | статский советник (тайный советник)         | 07.01.1888—17.01.1913     |
| Бибиков Виктор Дмитриевич        | действительный статский советник            | 1913—1917                 |

### Вице-губернаторы
| Ф. И. О.                                 | Титул, чин, звание                                                     | Время замещения должности |
| ---------------------------------------- | ---------------------------------------------------------------------- | ------------------------- |
| Копьёв Даниил Самойлович                 | коллежский советник                                                    | 1778—1791                 |
| Долгоруков Иван Михайлович               | князь, бригадир                                                        | 19.09.1791—17.12.1796     |
| Вешняков Иван Петрович                   | действительный статский советник                                       | 06.01.1797—05.03.1797     |
| Тиньков Сергей Яковлевич                 | статский советник                                                      | 1801—1804                 |
| Евреинов Александр Михайлович            | статский советник                                                      | 1804—1815                 |
| Бурнашёв Павел Степанович                | коллежский советник                                                    | 1815—1818                 |
| Войцехович Иван Андреевич                | действительный статский советник                                       | 1818—1820                 |
| Тюфяев Кирилл Яковлевич                  | коллежский советник                                                    | 1820—28.03.1824           |
| Прокопович-Антонский Владимир Михайлович | коллежский советник                                                    | 09.05.1824—01.01.1836     |
| Арнольди Александр Карлович              | статский советник (действительный статский советник)                   | 10.01.1836—1838           |
| Алферьев Иван Васильевич                 | коллежский советник                                                    | 01.02.1838—11.09.1852     |
| Гагарин Сергей Павлович                  | князь, коллежский советник (в звании камер-юнкера, статский советник)  | 10.12.1852—03.04.1859     |
| Борзенко Александр Александрович         | действительный статский советник                                       | 03.04.1859—03.03.1861     |
| Перцов Александр Петрович                | статский советник                                                      | 03.03.1861—26.07.1863     |
| Григорьев Григорий Григорьевич           | действительный статский советник                                       | 26.07.1863—21.10.1866     |
| Жемчужников Александр Михайлович         | коллежский советник, и. д. (утверждён 22.05.1867), (статский советник) | 21.10.1866—20.05.1870     |
| Перцов Константин Петрович               | действительный статский советник                                       | 03.06.1870—28.01.1902     |
| Блохин Алексей Сергеевич                 | в звании камергера, статский советник                                  | 28.01.1902—22.03.1903     |
| Лопатин Григорий Александрович           | статский советник                                                      | 22.03.1903—18.11.1906     |
| Петкевич Георгий Болеславович            | надворный советник (коллежский советник)                               | 18.11.1906—15.12.1908     |
| Тарасенко-Отрешков Иван Аполлонович      | действительный статский советник                                       | 15.12.1908—26.04.1910     |
| Толстой Алексей Александрович            | действительный статский советник                                       | 26.04.1910—1917           |

## Климат
Климат Пензенской губернии можно считать умеренным и сухим. Главные ветры, дующие в губернии — юго-западный и северо-восточный. Зима продолжается от 4½ до 5 месяцев. Снега бывают глубоки.

## Леса
Под лесом в Пензенской губернии в 1892 г. было 597122 десятин, в 1896 г. — 572430 десятин. В 30-х гг. нынешнего столетия под лесом было 1349868 десятин, в 1869 г. — 949868 десятин. За 4 года действия лесоохранительного закона дано разрешение вырубить 8987 десятин.
В 1892 г. казне принадлежало в единственном владении 171629 десятин и в общем владении 49826 десятин леса, частным лицам 256921 десятина, крестьянским обществам 94246 десятин, церквам, монастырям, городам и другим учреждениям 10259 десятин, удельному ведомству 14239 десятин. Более всего лесов в Городищенском уезде, менее всего — в уездах Чембарском и Пензенском. Хвойные леса (сосна и ель) находятся по берегам рек Суры, Мокши, Сивини и Вороны. Более всего лиственных лесов. Наиболее распространен дуб, затем липа и осина, реже берёза, ольха, клен и ясень. В лесах водятся волки, лисицы, зайцы, изредка встречаются медведи и белки, ещё реже лось.

## Сельское хозяйство
В 1892 г. у крестьян было 1781907 десятин надельной земли, в том числе пахотной 1361075 дес., под огородами, садами и усадьбами 89324, лугами 123710, выгонами и пастбищами 47984 дес. Крестьянами, кроме того, было куплено 53130 десятин и снято в аренду 307462 десятины. Земли удобной у владельцев было 1289842 дес., в том числе пахотной 790247, под огородами, садами и усадьбами 14463, лугами 103053, выгонами и пастбищами 17154 десятины. Площадь посева в 1892 г. была 1253397 десятин, из них под корнеплодами, кукурузой, льном, табаком и коноплей 97738 дес. Урожай ржи в среднем за 5 лет (1888—92), за вычетом посева, сам-3.
В 1896 г. посеяно пшеницы 457 четвертей озимой и 2125 яровой, ржи 650942 четвертей, овса 605 024, гречихи 56 026, остальных яровых хлебов 155692 и картофеля 132 275 четвертей. Снято четвертей озимой пшеницы 2452, ржи 4 176 140, яровой пшеницы 9415, овса 2529763, ячменя 1095, гречихи 283868, остальных яровых хлебов 1002686 и картофеля 2088696 четвертей. Высеяно льняного семени 57392 пудов и конопляного 217575 пудов; снято льняного волокна 95872 пуда и семени 133 357 пудов, конопляного волокна 574667 и семени 753943 пуда. Конопля разводится преимущественно в Чембарском, Городищенском и Нижнеломовском уездах, лен — в Наровчатском. Табаком засевается незначительное количество десятин в Саранском и Городищенском уездах. Почти повсеместно в губернии господствует трёхпольная система полеводства; опыты применения более рациональных систем встречаются только у помещиков.
В последние годы заметны и улучшения в крестьянском хозяйстве. Удобрение земли с каждым годом увеличивается; распространяется употребление улучшенных земледельческих орудий. Некоторые земства устроили у себя склады земледельческих орудий и лучших семян. Министерство земледелия и государственных имуществ купило в Чембарском уезде имение, где устроило образцовое хозяйство. В Пензенской губернии много крупных землевладельцев; у многих из них хозяйство ведётся хорошо.
Для образования управляющих и служащих в помещичьих имениях есть сельскохозяйственные школы в селе Завиваловке Чембарского уезда и в селе Оброчном Краснослободского уезда (в имении, пожертвованном земству И. Д. Головым). Курсы лесоводства — при 3-м Городищенском и Засурском казённых лесничествах. Заведений для приготовления сельскохозяйственных машин и орудий 4, депо сельскохозяйственных семян 4 (в Пензе и уездах Пензенском, Нижнеломовском и Саранском). Лучшие луга расположены в долинах рек.
Садоводство довольно развито (яблони, вишни, сливы, смородина, крыжовник, малина, ежевика). Близ Пензы училище садоводства. В Чембарском уезде из питомников графов Уваровых продаются саженцы и семена лесных пород и фруктовых деревьев. Промышленных огородов мало; продажей овощей занимаются только некоторые жители городов и пригородных сел. Пчеловодство в губернии развито (ульев 122844, пчельников 4726), особенно в уездах Городищенском, Инсарском и Краснослободском.
В 1896 г. лошадей в губернии числилось 352502, рогатого скота 270134 голов, овец простых 815475, овец тонкорунных 130125, свиней 200877, коз 3570. Конских заводов 18 (42 производителя и 1160 мат.). Около 30 заводов имеют более 1500 штук овец. Есть и заводы крупного рогатого скота и породистых свиней. Две больших молочных фермы.
В городе Чембаре 2 шерстомойки. На 100 крестьянских дворов приходится по 112 лошадей, 86 голов рогатого скота, 255 овец и 32 свиньи.
Как администрация, так и земства обратили внимание на улучшение коневодства в губернии. В Пензе есть общество любителей конского бега. Летом устраиваются в нескольких местах выставки лошадей и назначаются за лучшие экземпляры денежные премии. Во многих местах устраиваются случные пункты; жеребцы приводятся из Починковской и др. казённых заводских конюшен. Благодаря этим мерам коневодство заметно улучшается.

## Экономика
По занятиям жителей губерния была главным образом земледельческой. За 10 лет (1888—92) в среднем выводе посев всех зерновых хлебов составлял 11877621 пуд, сбор — 47683737 пудов, остаток за вычетом посева — 35806116 пудов, на продовольствие требовалось 20754643 пуда, избыток, следовательно, — 15051473 пуда (и картофеля 6723577 пудов). Наибольший избыток хлеба был в уездах Пензенском (2554 тыс. пд.), Мокшанском (2194 тыс. пд.) и Чембарском (3192 тыс. пд.). Городищенский уезд едва прокармливал себя. К 1 января 1897 г. в хлебозапасных магазинах было на лицо хлеба озимого 443885 четвертей и ярового 113464 четвертей, в ссудах и недоимках — озимого хлеба 61982 четв. и ярового 90745 четв.
Для пополнения хлебных магазинов во многих волостях были введены общественные запашки. Кустарные промыслы были мало развиты; их изделия не шли далее соседних уездов. Выделкой кож и скорняжным промыслом занимались в уездах Нижнеломовском и Пензенском, прядением волны (песцовой шерсти) — в Краснослободском. Колеснотележный промысел существовал в уездах Керенском, Краснослободском, Саранском и Чембарском, бондарный — в уездах Городищенском, Краснослободском, Нижнеломовском и Наровчатском, изготовление грубой мебели и деревянной посуды — в уездах Инсарском, Городищенском, Нижнеломовском и Пензенском.
Изготовлением льняной пряжи и тканей из неё занимались в Пензенском уезде, пеньковых изделий — в Нижнеломовском и Керенском; полубумажную пестрядь ткали в уездах Пензенском и Краснослободском.
В Пензенском уезде благодаря земской управе стало распространяться тканье сарпинок и другие женские промыслы. Земство способствует производству дешевых сельскохозяйственных машин и орудий.
В Городищенском и Краснослободском уездах были развиты лесные промыслы (рубка леса, делание телег и саней, гонка дёгтя), а в последнем уезде — также тканье рогож и кулей из лыка. В Краснослободском и Инсарском уездах жители добывали железную руду. Пуховые платки вязали в Пензе и Пензенском уезде.
Отхожим промыслом занимались до 100 тысяч крестьян, отправляющихся преимущественно в приволжские губернии и Область Войска Донского.
Фабрик и заводов в 1896 г. 2449, с 13785 рабочими и производством на сумму 16756229 руб.
Из местных произведений обрабатывались на фабриках спичечная стружка, глина, шерсть.
По сумме оборотов первое место занимали винокуренные заводы (35), которые выкурили спирта 105170 тыс. град. (на сумму 12305176 руб.). Водочных заводов 2, пивомедоваренных также два. Сухие дрожжи изготавливали 4 завода. Две табачные махорочные фабрики приготовили изделий на 11,9 тыс. пудов. Выделывался табак исключительно курительный. Лучшая фабрика — в городе Саранске. Спичечная фабрикация сконцентрирована в Нижнеломовском уезде. (15 фабр.).
Для оптовой торговли вином и спиртом имелись 35 заводских подвалов, 1 спиртоочистительный завод, 22 оптовых склада и 3 склада пива и виноградного вина, для розничной продажи спиртных напитков — 791 винная лавка, 235 трактиров, 126 ренсковых погребов, постоялых дворов 35, ведёрных лавок 27, пивных лавок 9, буфетов 33 и временных выставок 17. В 1895 г. поступило доходов за патенты и предметы, обложенные акцизом — 4214,4 тыс. руб.
По числу первое место занимали маслобойные заводы (1150, с оборотом на 291444 руб., при 2005 рабочих). Кирпичных заводов было 641, с оборотом на 107189 руб., при 1878 рабочих, поташных — 100, с оборотом на 25076 руб., при 153 рабочих, гончарных — 211, с оборотом 9185 руб., при 589 рабочих. Хрустальный завод 1 — 140800 руб. и 397 рабочих, и стеклянных 12 — 1113439 руб. и 1591 рабочий, суконных фабрик 6 — 811 тыс. руб. и 2080 рабочих, 2 писчебумажные фабрики — 213844 руб., 24 паровых мельницы — 644800 руб. и 307 рабочих. Остальные фабрики и заводы: 19 салотопленных, 6 мыловаренных, 69 кожевенных, 1 клеевой, 5 сыроварен, 51 чесальня, 22 канатных завода, 31 солодовня, 14 воско-свечных заводов, лесопилен 5, крахмальных заводов 18, синильных 2, пенькотрепальных 5, чугунолитейных 4, колокольных 2, картонных 2.
Главные предметы торговли — хлеб, пенька, шерсть, масло и другие сельскохозяйственные произведения. По торговле выделялись города Пенза, Саранск, Нижний Ломов, Инсар, Краснослободск и села Поим — Чембарского уезда, Головинщина и Каменка — Нижнеломовского уезда, Лунино — Мокшанского уезда, Базарная Кеньша — Городищенского уезда, Исса — Инсарского уезда и Кочелаево — Наровчатского уезда. Из 77 ярмарок губернии наиболее значительны Петропавловская в Пензе, Казанская в Нижнем Ломове и Александровская в городе Саранске.
Для торговли весьма важное значение имели железные дороги: Сызрано-Вяземская, Московско-Казанская и ветвь её от Пензы до Рузаевки, ветвь Рязанско-Уральской от Пензы на Сердобск.
Почтовых станций 30 со 169 лошадьми. 10 почтово-телеграфных контор, 9 почтово-телеграфных отделений, 23 почтовых отделения, 1 телеграфное отделение.
Всех учебных заведений в 1896 г. было 882, учащихся 44558 человек. Губернское земство устроило в Пензе книжный склад и ассигновало пособия на устройство библиотек-читален. Оно дало 5784 руб. на женскую гимназию, 3 тыс. руб. на реальное училище, 2 тыс. руб. на мужскую гимназию, 500 руб. на 2 стипендии имени графа М. М. Сперанского, 1100 руб. на педагогические курсы. На особо собранные капиталы учреждены ещё земские стипендии при Харьковском университете и при 1-й Пензенской гимназии. Земство ассигновало на школы в 1867 г. 180 руб., в 1869 г. 12883 руб., в 1889 г. 118392 руб. Средние учебные заведения: 2 мужские гимназии, женская гимназия, реальное училище, духовная семинария, епархиальное женское училище, две женские прогимназии, 3 духовные училища, учительская семинария (обучение мордовскому языку), землемерное училище, училище садоводства; общее число учащихся — 1407 мужск. пола и 828 женск. пола. Специальные школы: техническо-железнодорожное училище, школа сельских повитух, фельдшерская школа, 2 сельскохозяйственные школы, курсы лесоводства при 2 лесничествах, Татищевская женская ремесленная школа. При монастырях 6 училищ для девочек и 3 для детей обоего пола (192 уч.). Церковно-приходских школ 223, с 7942 мальчиками и 1028 девочками, школ грамоты 157, с 3301 мальчиками и 363 девочками. В городах городских училищ по положению 1872 г. 6, уездных училищ 4, 2-классных приходских 4, приходских для мальчиков 21, для девочек 13, для детей обоего пола 3, частных 4; общее число учащихся — 6612. В селах училищ министерства народного просвещения 2-классных 7, с 887 уч., 1-классных 11, с 729 уч., земских для мальчиков 5 — 332 уч., для девочек 5 — 336 уч., для детей обоего пола — 328, с 19581 уч. Несколько министерских училищ содержались специально для мордвы и татар. При школах в последние годы заводились сады, огороды и пасеки. Губернское земство давало пособие на заведение пасек. Ремесленные и рукодельные классы существовали при нескольких училищах. 15 библиотек, 23 книжных магазина и лавок, 7 типографий (при одной из них литография и словолитня), 1 литография, 3 фотографии. Из уездных городов библиотеки имели Краснослободск, Мокшан, Нижний Ломов и Саранск.
В 1896 г. в губернии было 73 врача (из них уездных земских 35, военных 4, железнодорожных 4, при больницах в имениях частных лиц 3, вольнопрактикующих 8, на государственной службе 19). Аптек 17, из них в селах 3. Земских врачебных участков 30, с 76 амбулаториями. За помощью обращалось 574597 человек; из них лежало в больницах 16031 человек. Оспа привита 63384 человекам.
На врачебную часть израсходовано в 1896 г. губернским земством 129333 руб. и уездными 217945 руб., всего 347278 руб. Земство губернское имеет в Пензе больницу, дом умалишённых, богадельню и школы фельдшерскую и сельских повитух, с родильным приютом. При больнице 9 врачей. Из школ земства выпущено фельдшериц 22 и фельдшеров 3.
В 1889 г. уездные земства имели 19 больниц, с 564 штатными кроватями, 3 4 врача, 106 фельдшеров и акушерок-фельдшериц, 37 акушерок и повивальных бабок. Богаделен и приютов 14: в Пензе 4, в Краснослободске и Нижнем Ломове по 1, в Саранске 2, в уезде Городищенском 2, Керенском 3 и Саранском 1, Детские приюты в Пензе и в уездах Пензенском и Городищенском. Из числа принятых в войска, в 1896 г., 4258 человек, 631 имели право по образованию на сокращенный срок службы и 775 умело читать и писать или только читать. Мирских расходов в 1894 г. было всего 1593525 руб., в том числе на народное образование 47993 руб., на медицинскую часть 6626 руб., на сельскохозяйственные расходы 281673 руб. В частное потомственное владение разделили надельную землю 121 общество, в 17121 душ, с 58961 десятинами. Выделено 3178 домохозяев, выкупивших свои участки на основании 165 ст. Полоения. о выкупе, в количестве 9042 десятин.
До 1803 г. самостоятельной Пензенской архиерейской кафедры не было; части будущей Пензенской губернии принадлежали к епархиям Астраханской, Тамбовской и Нижегородской. В 1803 г. Пензенская и Саратовская губерния составляли одну епархию, но архиерей жил в Пензе; с 1828 г. Саратовская губерния получила самостоятельного архиерея. С религиозно-миссионерской целью в Пензе было учреждено Иннокентьевское просветительное братство. Для помощи духовенства существовало попечительство о бедных духовного звания. Духовенство имело свой епархиальный свечной завод. Общество сельского хозяйства юго-восточной России (с 1846 г.), имеющее депо сельскохозяйственных семян и станцию для испытания доброкачественных семян. Общество любителей конского бега. Благотворительные общества существовали в Пензе, в некоторых уездных городах и в селе Рамзае Пензенского уезда. В городе Краснослободске было общество для устройства народных чтений.
Из кредитных учреждений городские банки, кроме Пензы, были в Инсаре, Краснослободске, Нижнем Ломове и Саранске. Городские ломбарды — в Пензе и Саранске. Сберегательные кассы — при казначействах и многих почтовых учреждениях. Упрощённое городское управление — в уездном городе Городище и заштатных городах Шешкееве, Троицке и Верхнем Ломове. Всех городских доходов в 1893 г. 419320 руб., расходов 420651 руб., в том числе на содержание городского управления 62095 руб., на народное образование 63886, на благотворительные учреждения 9385, на врачебную часть 8177 руб. Капиталов у городов 91570 руб. По смете на 1896 г. расходы губернского земства исчислены в 370941 руб., в том числе 22420 руб. на содержание губернской земской управы, на дорожные сооружения 158560 руб. (в том числе 126218 руб. на составление дорожного капитала), на ветеринарную часть 24250 руб.; губернское земство содержит в уездах ветеринарных врачей и фельдшеров. По обязательному земскому страхованию в 1889 г. было принято строений 290896 стоимостью по оценке в 25150029 руб.; по добровольному страхованию у 5795 владельцев принято строений на 4408459 руб. С 1890 по 1 октября 1895 г. было застраховано (добровольно) лошадей 11753 и рогатого скота 67046; получено прибыли 12673 руб. У земства была эмеритальная касса. В археологическом отношении Пензенская губерния мало исследована. В могильниках Краснослободского уезда найдены вещи бронзового века, каменные и медные топорики, железные секиры, монеты арабские, римские, византийские и т. д. Древних городищ описано 7, но, кроме того, в уезде было ещё 7 городищ неисследованных, в которых найдены были серебряные обручи, браслеты и т. д.
По сведениям, собранным Центральным статистическим комитетом, курганов в губернии всего 161, городищ, валов и городков — 37. В действительности это число гораздо больше.